# Ivone Soares
Pour les articles homonymes, voir Soares.
Ivone Soares, née le 23 octobre 1979, est une femme politique du Mozambique. Elle est une des dirigeantes de la Résistance Nationale Mozambicaine (connu sous le nom de RENAMO), dirige les actions politiques de ce mouvement d'opposition et mène son groupe parlementaire au sein du parlement. Elle est également membre du Parlement panafricain , où elle est vice-présidente de la jeunesse. Elle a été la cible d'une tentative d'assassinat en septembre 2016.

## Parcours
Ivone Soares est née le 23 octobre 1979 à Maputo. Son père est un ingénieur technique pour Radio Mozambique et son oncle est membre de l'opposition et du RENAMO, Afonso Dhlakama. En 1979, une guerre civile oppose la branche armée du RENAMO au FRELIMO, un conflit lié en partie au contexte de la guerre froide, le FRELIMO étant un mouvement communiste dont la main mise sur le Mozambique inquiète les Etats-Unis, ainsi que l'Afrique du Sud et la Rhodésie. Le leader de la RENAMO, André Matzangaissa, est abattu le 17 octobre 1979 et c'est  Afonso Dhlakama qui lui succède. La famille Soares vit près de la cathédrale de Maputo. Tout en grandissant, Soares s'intéresse à la politique. Elle commence à distribuer des tracts pour le RENAMO à l'âge de 14 ans et assiste aux réunions de sa ligue de jeunes. Concomitamment, en 1992, la guerre civile cesse avec un accord signé à Rome  entre Joaquim Chissano pour le FRELIMO et Afonso Dhlakama pour le RENAMO. Le combat du RENAMO se place dès lors sur le plan politique. Dès ses 18 ans, Ivone Soares s'inscrit comme membre de cette organisation, à laquelle appartient également sa mère. Soares est diplômée en sciences de la communication et, en 2015, elle obtient un diplôme de maîtrise en administration publique.
Elle postule sans succès à un poste de fonctionnaire au ministère de la Jeunesse et des Sports au début de sa carrière (elle n'a, de ce fait, jamais travaillé  dans le secteur public). Elle devient directrice des relations extérieures de la RENAMO. Elle est élue également membre de l'Assemblée de la République, représentant la RENAMO dans la province de Zambézie. Lorsqu'elle entre au parlement, elle y est alors la plus jeune élue. Elle devient présidente, et chef-adjointe de la RENAMO et conduit son groupe parlementaire, qui est de fait le principal parti d'opposition,,.
Elle est également secrétaire des femmes politiques de l'Union démocratique d'Afrique, une association centriste continentale. Elle est membre du Parlement panafricain et de sa Commission permanente pour la justice et des droits de l'homme,  vice-présidente de la jeunesse au Parlement panafricain et présidente de la ligue de la jeunesse du RENAMO, animant aussi sur internet un blog,.
Au Mozambique, elle a encouragé les citoyens à coopérer avec le recensement des fonctionnaires pour améliorer la qualité de l'information enregistrée. Elle est partisane d'une plus forte décentralisation et veut plus de pouvoirs dévolus aux gouverneurs régionaux, dont beaucoup sont membres de la Renamo, ce qui nécessite une modification de la Constitution du Mozambique. Elle prône également la mise en place de forces de police provinciales, en complément des forces de sécurité fédérales.
Soares a été l'objet d'une tentative d'assassinat le 8 septembre 2016 par un tireur en moto. La tentative a échoué, l'arme utilisée, de type AK-47, s'étant enrayée. Elle a réussi à s'échapper en voiture,.